# Электрошлаковый процесс
Электрошла́ковый проце́сс — собирательное название технологий: электрошлакового литья (ЭШЛ), электрошлаковой наплавки (ЭШН), электрошлаковой сварки (ЭШС), электрошлакового переплава (ЭШП) и электрошлаковой выплавки (ЭШВ). Аббревиатура ЭШП расшифровывается и как электрошлаковый процесс, и как электрошлаковый переплав. Все пять технологий имеют общий признак: используется подогреваемая электрическим током шлаковая ванна, в которую непосредственно погружены электроды.